# Телеологічні концепції еволюції
Телеологічні концепції еволюції набули значного поширення наприкінці XIX ст. Одні з них входили до складу ортоламаркізму, інші займали самостійне положення. Лідером телеологічного напряму в еволюціонізмі цього періоду слід вважати  К. Бера, який в 70-і роки XIX ст. виступив з рядом робіт, спрямованих проти дарвінізму. На відміну від  А. Кьоллікера,  К. Негелі,  С.-Дж. Майварта та інших біологів, що розвивали телеологічні принципи еволюції переважно на емпіричній основі, Бер намагався дати їм логічне обґрунтування. Бер розглядав «всесвіт, і особливо органічний світ, як результат розвитку, що прагне до вищої мети, і керованого розумом». Ввівши поняття про «цільоспрямованість» (Zielstrebigkeit) еволюції, Бер хоча і наголосив, що вона «зумовлена матерією і її силами», але тут же додав, що «загальна закономірність в світі виходить від єдиного духовного начала». Цілеспрямованість, за Бером, є універсальним законом, чинним як в ембріогенезі, так і в філогенезі і викликаючим весь процес ускладнення організмів і збільшення гармонійності живого. Втім не можна сказати, щоб погляди Бера на еволюцію, викладені в цих роботах, відрізнялися послідовністю. З одного боку, Бер визнавав доведеною еволюцію тільки видів і родів, тобто залишався на позиціях обмеженого еволюціонізму, з іншого — розвивав ідею про всезагальність розвитку.
Близьких до Бера поглядів дотримувався німецький філософ-ідеаліст  Е. Гартман в книзі «Істина і омана в дарвінізмі» (1874), спеціально присвяченій «спростуванню» дарвінізму.
Прикладом антидарвінівського телеологічного еволюціонізму клерикального спрямування можуть служити погляди учня і співробітника К. Бера  М. Я. Данилевського, згідно з якими існують «інтелектуального характеру причини, які створили і облаштували органічний, та й увесь світ». З волі творця розвиток йде за планом, «що має на увазі досягнення певної мети». Закономірний характер розвитку заснований на наперед встановлених і наперед визначених зверху планах. Природно, що дарвінізм з його послідовно матеріалістичним змістом, з його глибоко діалектичним розумінням випадковості, розкритій в природному відборі, Данилевський відкидав повністю. У блискучій полемічної статті «Чи спростовано дарвінізм» (1887)  К. А. Тімірязєв показав повну неспроможність як критики дарвінізму Данилевським, так і його власних поглядів на причини еволюції.
Прикладом фіналізму можуть служити погляди німецького біолога А. Віганда, викладені ним в 1874 р. Віганд стверджував, що еволюційний процес мав місце тільки в минулому, але нині вже припинився, так як вичерпалася «творяча сила». Він вважав, що запас цієї «сили» на початку еволюції був максимальним і що еволюція є розтратою цього запасу. У результаті він прийшов до висновку, що еволюційна теорія настільки ж справедлива, як і протилежна їй теорія сталості форм, але тільки перша висвітлює минуле, а друга — сьогодення живої природи.